# Züssow
Züssow er en administrationsby og kommune i det nordøstlige Tyskland, beliggende i Amt Züssow i den nordlige del af Landkreis Vorpommern-Greifswald. Landkreis Vorpommern-Greifswald ligger i delstaten Mecklenburg-Vorpommern.

## Geografi
Züssow er beliggende 10 kilometer nordøst for Gützkow, omkring 18 kilometer sydvest for Wolgast og 19 kilometer sydøst for Greifswald. Züssow ligger i et let kuperet område mellem 32 og 41 moh. Mod sydøst ligger enden af Oldenburger, Nepziner og Karlsburgerskovene. I Oldenburgerskoven findes naturschutzgebiet Kesselmoore.
I kommunen ligger landsbyerne:
- Nepzin
- Oldenburg
- Radlow (Züssow)
- Ranzin
- Thurow
- Züssow

og bebyggelsen:
- Wilhelmshöh

### Nabokommuner
Nabokommuner er Groß Kiesow mod nordvest og nord, Karlsburg mod øst, Klein Bünzow mod sydøst, Schmatzin mod syd, byen Gützkow mod sydvest og Gribow mod vest.

## Eksterne kilder og henvisninger
- Wikimedia Commons har flere filer relateret til Züssow
- Amt Züssow
- Gemeinde Züssow